# José Joaquim de Andrade Reis
José Joaquim de Andrade Reis, primeiro barão de Ponte Nova (Aiuruoca, MG, 22 de abril de 1825 — São João del Rei, MG, 13 de novembro de 1907) foi um fazendeiro brasileiro.
Nasceu em 22/04/1825, na antiga Fazenda das Pitangueiras, na região dos atuais municípios de São Vicente de Minas e Andrelândia, então pertencentes ao município de Aiuruoca (MG). Filho do Coronel da Guarda Nacional Severino Domiciano dos Reis e de Iria Cândida de Andrade, foi casado com Ubaldina Cândida de Andrade. Após o falecimento da primeira esposa, em 1862, casou-se, em segundas núpcias, com Mariana Eleutéria de Carvalho (irmã do barão de Conceição da Barra, José Resende de Carvalho).
Agraciado barão em 25 de setembro de 1889, foi proprietário e residiu na Fazenda dos Coqueiros, com cerca de 1.200 alqueires de terras, situada na hoje cidade de Nazareno (MG), e que se estendiam até à então freguesia de Santo Antônio da Ponte Nova (hoje, Itutinga), razão da denominação de seu título.
Faleceu em 13/11/1906 em Nazareno, à época distrito de  São João del Rei (MG), onde é titular de rua.
Seus descendentes ainda habitam a região de São João del Rei, conservando o sobrenome Andrade Reis.